# Vaijapur
Vaijapur is een nagar panchayat (plaats) in het district Aurangabad van de Indiase staat Maharashtra. 

## Demografie
Volgens de Indiase volkstelling van 2001 wonen er 37.002 mensen in Vaijapur, waarvan 52% mannelijk en 48% vrouwelijk is. De plaats heeft een alfabetiseringsgraad van 70%. 